# Wyrmspan
Wyrmspan è un gioco da tavolo per uno e fino a cinque giocatori, progettato da Connie Vogelmann e pubblicato nel 2024 da Stonemaier Games. Si tratta di un gioco da tavolo con carte basato sulla costruzione di un motore di gioco), in cui i giocatori si sfidano per scavare labirinti e attirare i draghi nel santuario delle loro caverne. È basato sull'acclamato gioco da tavolo Wingspan, ma Wyrmspan è incentrato sui draghi anziché sugli uccelli e presenta meccaniche di gioco leggermente più complesse. Al momento della sua uscita, Wyrmspan ha ricevuto recensioni estremamente positive e ha registrato la più alta quantità di vendite giornaliere nella storia di Stonemaier Games.

## Modalità di gioco
In Wyrmspan, i giocatori scavano caverne e attirano draghi, rappresentati da 183 carte illustrate in modo unico, prima di utilizzare il loro avventuriero per esplorare e raccogliere risorse e punti vittoria. Ispirato a Wingspan, Wyrmspan è un gioco di carte basato sulla costruzione di un motore di gioco che aumenta la complessità rispetto a Wingspan. Durante il loro turno, i giocatori possono scegliere una delle tre azioni disponibili. Possono scavare giocando carte caverna nella Crimson Cavern (Caverna Cremisi), nella Golden Grotto (Grotta Dorata) o nell'Abisso Ametista, posizionandole nello spazio più a sinistra disponibile. Ognuna di queste carte attiva un'abilità quando giocata. Esse possono anche attirare un drago, ma solo negli spazi in cui è già stata giocata una carta caverna, posizionando il drago sopra la carta caverna. La prima colonna di ciascuna delle tre file inizia già scavata. Inoltre, i giocatori possono esplorare inviando il loro avventuriero in una delle tre caverne per raccogliere risorse, ottenendo quelle indicate sul tabellone e da eventuali draghi con un'icona avventuriero, fino al raggiungimento di un segnale di stop. Più draghi vengono giocati, più efficace diventa l'azione di esplorazione. Oltre ai poteri attivati dall'icona avventuriero, i draghi possiedono altri tipi di abilità, come quelle al momento del gioco, una volta per round e a fine partita. Ognuna delle tre opzioni di azione richiede l'uso di una moneta azione, mentre l'esplorazione richiede l'utilizzo di uova se si intende esplorare una caverna per più di una volta. Durante la partita, alla fine di ogni round, i giocatori lavoreranno anche per raggiungere obiettivi pubblici e per avanzare lungo il tracciato della gilda, che offre ricompense ai giocatori man mano che guadagnano più prestigio.
Alla fine della partita, i giocatori ottengono punti per le carte drago presenti sul loro tabellone, per la gilda dei draghi, per le abilità di fine partita dei draghi, per gli obiettivi pubblici, per le uova accumulate, per le risorse immagazzinate, per le carte nascoste e per le monete e gli oggetti rimanenti in determinate combinazioni. Il giocatore che ottiene il punteggio più alto vince.

## Sviluppo
Wyrmspan è stato progettato da Connie Vogelmann, un'avvocatessa di Washington, DC, che ha pubblicato il suo primo gioco da tavolo, Apiary, nel 2023. Il gioco è un successore spirituale di Wingspan, un gioco da tavolo di grande successo creato da Elizabeth Hargrave, che ha collaborato allo sviluppo di Wyrmspan. A differenza di Wingspan, il cui tema principale è quello degli uccelli, Wyrmspan ha come tema i draghi, come proposto da Jamey Stegmaier. Questo tema è stato approfonditamente studiato sia da Vogelmann che da Clémentine Campardou, l'artista di Wyrmspan, per creare draghi diversi e categorizzazioni coerenti. Jamey Stegmaier, presidente della Stonemaier Games, ha coinvolto Connie per progettare Wyrmspan dopo aver individuato un'opportunità di mercato e dopo aver ricevuto richieste dai fan per temi basati su altre creature. Stonemaier Games, un'azienda con sede a St. Louis, ha precedentemente pubblicato Scythe, Apiary e Wingspan.
Mentre lavorava a Wyrmspan, Connie Vogelmann ha descritto il suo primo cambiamento rispetto a Wingspan come l'aggiunta delle carte caverna e degli spazi da scavare per ospitare i draghi, un elemento che le è sembrato molto tematico. Il team voleva che Wyrmspan mantenesse la costruzione del motore di gioco e l'atmosfera amichevole di Wingspan, aumentandone leggermente la complessità. Ciò ha incluso l'introduzione dei cuccioli di drago, che si attivano in tre fasi e offrono ricompense significative, a differenza delle normali carte drago. Tra le meccaniche testate da Vogelmann, ma non incluse in Wyrmspan, ci sono la costruzione di un sacchetto e delle meccaniche di mercato per la selezione delle risorse; tuttavia, una meccanica che è stata aggiunta al gioco finale, la Guild Track (il Tracciato della Gilda), è stata introdotta per risolvere un problema di risorse, trasformandosi in un "felice incidente".